# Participações de clubes de futebol do Espírito Santo em competições nacionais

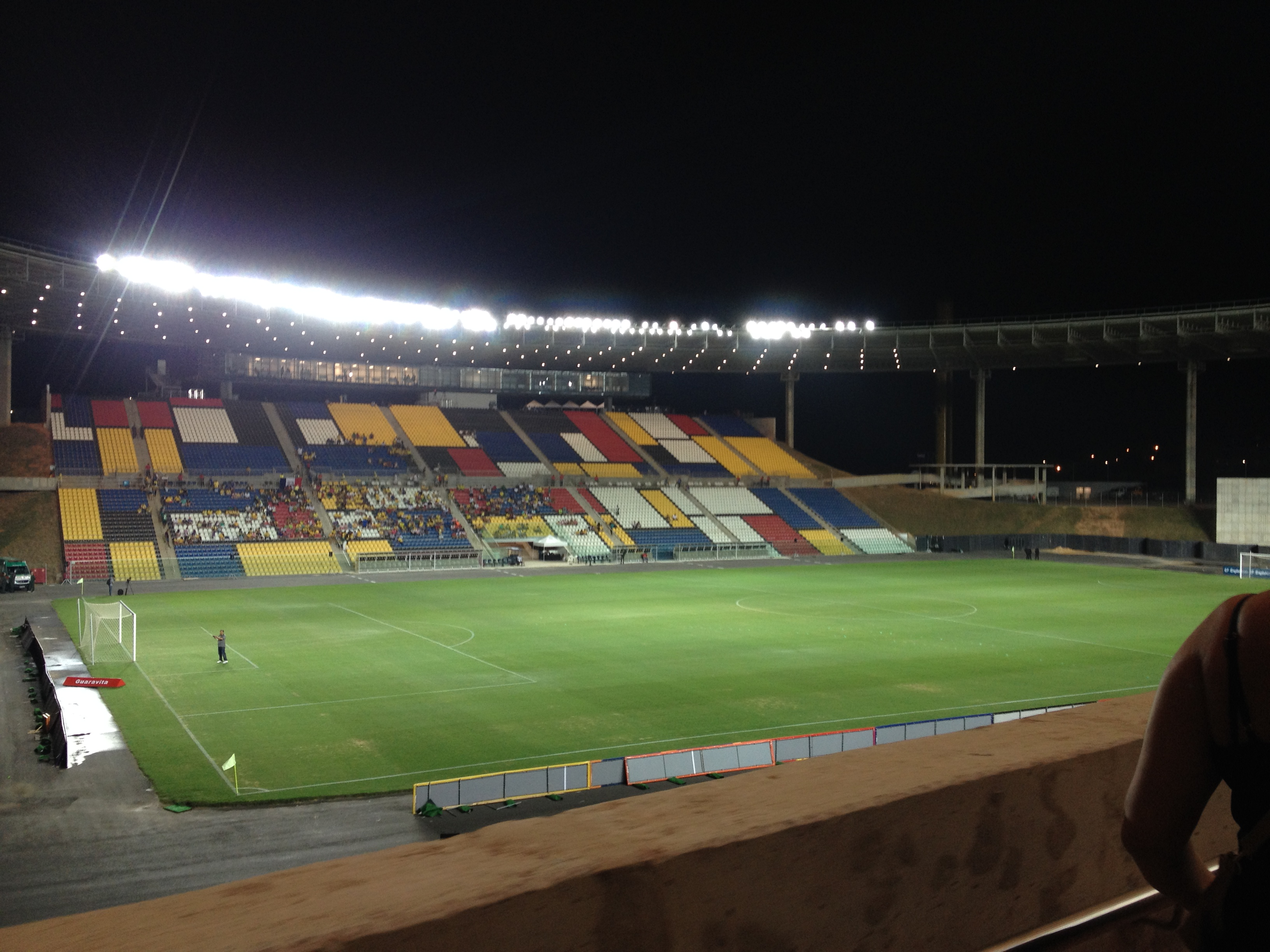
Estádio Kleber Andrade, onde os times Rio Branco e Espírito Santo têm mando de campo.

Esta é uma lista de participações de clubes futebol do Espírito Santo em competições nacionais oficiais. São listadas participações de clubes masculinos e femininos em competições organizadas pela Confederação Brasileira de Futebol (CBF) ou suas federações estaduais.[carece de fontes?]
Atualmente, no futebol no masculino, o estado disputa apenas a Série D do Campeonato Brasileiro de Futebol, com duas vagas distribuídas pelo Campeonato Capixaba de Futebol e pela Copa Espírito Santo de Futebol. No futebol feminino o estado possui uma vaga na Série A2 do Campeonato Brasileiro Feminino para o campeão do Campeonato Capixaba de Futebol Feminino.

## Campeonato Brasileiro
Abaixo, todas as participações de clubes capixabas nas quatro divisões do Campeonato Brasileiro de Futebol. A dupla de rivais, Rio Branco-ES e Desportiva Ferroviária, possui o maior número de participação na competição nacional, considerando todas as divisões. A melhor campanha alcançada por um clube capixaba na primeira divisão foi a terceira colocação em 1937. Desde 1993 não há representante do estado na Série A.
* O clube de melhor campanha na história em cada divisão está em negrito 
| Ano  | Série A                | Série A               | Série B                 | Série B           | Série C                | Série C               | Série D                | Série D |
| Ano  | Equipe                 | Pos.                  | Equipe                  | Pos.              | Equipe                 | Pos.                  | Equipe                 | Pos.    |
| ---- | ---------------------- | --------------------- | ----------------------- | ----------------- | ---------------------- | --------------------- | ---------------------- | ------- |
| 1937 | Rio Branco-ES          | 3º                    | —                       | —                 | —                      | —                     | —                      | —       |
| 1959 | Rio Branco-ES          | 8º                    | —                       | —                 | —                      | —                     | —                      | —       |
| 1960 | Rio Branco-ES          | 13º                   | —                       | —                 | —                      | —                     | —                      | —       |
| 1961 | Santo Antônio          | 17º                   | —                       | —                 | —                      | —                     | —                      | —       |
| 1962 | Santo Antônio          | 13º                   | —                       | —                 | —                      | —                     | —                      | —       |
| 1963 | Rio Branco-ES          | 7º                    | —                       | —                 | —                      | —                     | —                      | —       |
| 1964 | Rio Branco-ES          | 10º                   | —                       | —                 | —                      | —                     | —                      | —       |
| 1965 | Desportiva Ferroviária | 14º                   | —                       | —                 | —                      | —                     | —                      | —       |
| 1966 | Desportiva Ferroviária | 16º                   | —                       | —                 | —                      | —                     | —                      | —       |
| 1967 | Rio Branco-ES          | 12º                   | —                       | —                 | —                      | —                     | —                      | —       |
| 1968 | Desportiva Ferroviária | 20º                   | —                       | —                 | —                      | —                     | —                      | —       |
| 1969 | Sem representante      | Sem representante     | —                       | —                 | —                      | —                     | —                      | —       |
| 1970 | Sem representante      | Sem representante     | —                       | —                 | —                      | —                     | —                      | —       |
| 1971 | Sem representante      | Sem representante     | Sem representante       | Sem representante | —                      | —                     | —                      | —       |
| 1972 | Sem representante      | Sem representante     | Sem representante       | Sem representante | —                      | —                     | —                      | —       |
| 1973 | Desportiva Ferroviária | 27º                   | —                       | —                 | —                      | —                     | —                      | —       |
| 1974 | Desportiva Ferroviária | 34º                   | —                       | —                 | —                      | —                     | —                      | —       |
| 1975 | Desportiva Ferroviária | 35º                   | —                       | —                 | —                      | —                     | —                      | —       |
| 1976 | Rio Branco-ES          | 50º                   | —                       | —                 | —                      | —                     | —                      | —       |
| 1976 | Desportiva Ferroviária | 54º                   | —                       | —                 | —                      | —                     | —                      | —       |
| 1977 | Desportiva Ferroviária | 19º                   | —                       | —                 | —                      | —                     | —                      | —       |
| 1977 | Vitória-ES             | 43º                   | —                       | —                 | —                      | —                     | —                      | —       |
| 1978 | Desportiva Ferroviária | 58º                   | —                       | —                 | —                      | —                     | —                      | —       |
| 1978 | Rio Branco-ES          | 71º                   | —                       | —                 | —                      | —                     | —                      | —       |
| 1979 | Desportiva Ferroviária | 18º                   | —                       | —                 | —                      | —                     | —                      | —       |
| 1979 | Rio Branco-ES          | 59º                   | —                       | —                 | —                      | —                     | —                      | —       |
| 1979 | AA Colatina            | 89º                   | —                       | —                 | —                      | —                     | —                      | —       |
| 1980 | Desportiva Ferroviária | 15º                   | Vitória-ES              | 40º               | —                      | —                     | —                      | —       |
| 1980 | Desportiva Ferroviária | 15º                   | Rio Branco-ES           | 56º               | —                      | —                     | —                      | —       |
| 1981 | Desportiva Ferroviária | 44º                   | Vitória-ES              | 48º               | AA Colatina            | 20º                   | —                      | —       |
| 1982 | Desportiva Ferroviária | 34º                   | AA Colatina             | 35º               | —                      | —                     | —                      | —       |
| 1983 | Rio Branco-ES [a]      | 42º                   | Rio Branco-ES [a]       | 15º               | —                      | —                     | —                      | —       |
| 1983 | Rio Branco-ES [a]      | 42º                   | Guarapari               | 37º               | —                      | —                     | —                      | —       |
| 1984 | Rio Branco-ES          | 31º                   | Desportiva Ferroviária  | 11º               | —                      | —                     | —                      | —       |
| 1985 | Desportiva Ferroviária | 36º                   | Vitória-ES              | 13º               | —                      | —                     | —                      | —       |
| 1986 | Rio Branco-ES          | 20º                   | Desportiva Ferroviária  | 4º                | —                      | —                     | —                      | —       |
| 1987 | Rio Branco-ES          | 10º                   | Desportiva Ferroviária  | 16º               | —                      | —                     | —                      | —       |
| 1987 | Rio Branco-ES          | 10º                   | Estrela do Norte        | 19º               | —                      | —                     | —                      | —       |
| 1988 | Sem representante      | Sem representante     | Rio Branco-ES           | 24º               | Desportiva Ferroviária | 15º                   | —                      | —       |
| 1989 | Sem representante      | Sem representante     | Rio Branco-ES           | 44º               | —                      | —                     | —                      | —       |
| 1989 | Sem representante      | Sem representante     | Desportiva Ferroviária  | 80º               | —                      | —                     | —                      | —       |
| 1989 | Sem representante      | Sem representante     | AA Colatina             | 91º               | —                      | —                     | —                      | —       |
| 1990 | Sem representante      | Sem representante     | Sem representante       | Sem representante | AA Colatina            | 11º                   | —                      | —       |
| 1991 | Sem representante      | Sem representante     | Vitória-ES              | 40º               | —                      | —                     | —                      | —       |
| 1991 | Sem representante      | Sem representante     | AA Colatina             | 91º               | —                      | —                     | —                      | —       |
| 1992 | Sem representante      | Sem representante     | Desportiva Ferroviária  | 11º               | Rio Pardo              | 7º                    | —                      | —       |
| 1993 | Desportiva Ferroviária | 32º                   | —                       | —                 | —                      | —                     | —                      | —       |
| 1994 | Sem representante      | Sem representante     | Desportiva Ferroviária  | 3º                | Vitória-ES             | 16º                   | —                      | —       |
| 1995 | Sem representante      | Sem representante     | Desportiva Ferroviária  | 10º               | Rio Branco-ES          | 8º                    | —                      | —       |
| 1995 | Sem representante      | Sem representante     | Desportiva Ferroviária  | 10º               | Linhares EC            | 11º                   | —                      | —       |
| 1995 | Sem representante      | Sem representante     | Desportiva Ferroviária  | 10º               | Vitória-ES             | 36º                   | —                      | —       |
| 1995 | Sem representante      | Sem representante     | Desportiva Ferroviária  | 10º               | Estrela do Norte       | 68º                   | —                      | —       |
| 1995 | Sem representante      | Sem representante     | Desportiva Ferroviária  | 10º               | São Mateus             | 90º                   | —                      | —       |
| 1996 | Sem representante      | Sem representante     | Desportiva Ferroviária  | 11º               | Estrela do Norte       | 21º                   | —                      | —       |
| 1996 | Sem representante      | Sem representante     | Desportiva Ferroviária  | 11º               | AA Colatina            | 26º                   | —                      | —       |
| 1996 | Sem representante      | Sem representante     | Desportiva Ferroviária  | 11º               | Vitória-ES             | 52º                   | —                      | —       |
| 1997 | Sem representante      | Sem representante     | Desportiva Ferroviária  | 12º               | Rio Branco-ES          | 25º                   | —                      | —       |
| 1998 | Sem representante      | Sem representante     | Desportiva Ferroviária  | 3º                | Rio Branco-ES          | 50º                   | —                      | —       |
| 1999 | Sem representante      | Sem representante     | Desportiva Capixaba     | 22º               | Serra                  | 3º                    | —                      | —       |
| 2000 | Sem representante [b]  | Sem representante [b] | Serra [c]               | 17º               | Sem representante [d]  | Sem representante [d] | —                      | —       |
| 2000 | Sem representante [b]  | Sem representante [b] | Desportiva Capixaba [c] | 31º               | Sem representante [d]  | Sem representante [d] | —                      | —       |
| 2001 | Sem representante      | Sem representante     | Desportiva Capixaba     | 25º               | Estrela do Norte       | 56º                   | —                      | —       |
| 2001 | Sem representante      | Sem representante     | Serra                   | 28º               | Cachoeiro              | 61º                   | —                      | —       |
| 2002 | Sem representante      | Sem representante     | Sem representante       | Sem representante | Rio Branco-ES          | 49º                   | —                      | —       |
| 2003 | Sem representante      | Sem representante     | Sem representante       | Sem representante | Estrela do Norte       | 23º                   | —                      | —       |
| 2003 | Sem representante      | Sem representante     | Sem representante       | Sem representante | Rio Branco-ES          | 57º                   | —                      | —       |
| 2003 | Sem representante      | Sem representante     | Sem representante       | Sem representante | Desportiva Capixaba    | 60º                   | —                      | —       |
| 2003 | Sem representante      | Sem representante     | Sem representante       | Sem representante | Serra                  | 83º                   | —                      | —       |
| 2004 | Sem representante      | Sem representante     | Sem representante       | Sem representante | Serra                  | 19º                   | —                      | —       |
| 2004 | Sem representante      | Sem representante     | Sem representante       | Sem representante | Estrela do Norte       | 52º                   | —                      | —       |
| 2005 | Sem representante      | Sem representante     | Sem representante       | Sem representante | Serra                  | 22º                   | —                      | —       |
| 2005 | Sem representante      | Sem representante     | Sem representante       | Sem representante | Estrela do Norte       | 52º                   | —                      | —       |
| 2006 | Sem representante      | Sem representante     | Sem representante       | Sem representante | Estrela do Norte       | 43º                   | —                      | —       |
| 2006 | Sem representante      | Sem representante     | Sem representante       | Sem representante | Vitória-ES             | 54º                   | —                      | —       |
| 2007 | Sem representante      | Sem representante     | Sem representante       | Sem representante | Linhares               | 29º                   | —                      | —       |
| 2007 | Sem representante      | Sem representante     | Sem representante       | Sem representante | Jaguaré                | 52º                   | —                      | —       |
| 2008 | Sem representante      | Sem representante     | Sem representante       | Sem representante | Serra                  | 49º                   | —                      | —       |
| 2008 | Sem representante      | Sem representante     | Sem representante       | Sem representante | Linhares               | 62º                   | —                      | —       |
| 2009 | Sem representante      | Sem representante     | Sem representante       | Sem representante | Sem representante      | Sem representante     | Rio Branco-ES          | 23º     |
| 2010 | Sem representante      | Sem representante     | Sem representante       | Sem representante | Sem representante      | Sem representante     | Rio Branco-ES          | 18º     |
| 2011 | Sem representante      | Sem representante     | Sem representante       | Sem representante | Sem representante      | Sem representante     | São Mateus             | 40º     |
| 2012 | Sem representante      | Sem representante     | Sem representante       | Sem representante | Sem representante      | Sem representante     | Aracruz                | 26º     |
| 2013 | Sem representante      | Sem representante     | Sem representante       | Sem representante | Sem representante      | Sem representante     | Aracruz                | 34º     |
| 2014 | Sem representante      | Sem representante     | Sem representante       | Sem representante | Sem representante      | Sem representante     | Estrela do Norte       | 24º     |
| 2015 | Sem representante      | Sem representante     | Sem representante       | Sem representante | Sem representante      | Sem representante     | Rio Branco-ES          | 11º     |
| 2016 | Sem representante      | Sem representante     | Sem representante       | Sem representante | Sem representante      | Sem representante     | Desportiva Ferroviária | 42º     |
| 2016 | Sem representante      | Sem representante     | Sem representante       | Sem representante | Sem representante      | Sem representante     | Espírito Santo         | 32º     |
| 2017 | Sem representante      | Sem representante     | Sem representante       | Sem representante | Sem representante      | Sem representante     | Desportiva Ferroviária | 32º     |
| 2017 | Sem representante      | Sem representante     | Sem representante       | Sem representante | Sem representante      | Sem representante     | Espírito Santo         | 10º     |
| 2018 | Sem representante      | Sem representante     | Sem representante       | Sem representante | Sem representante      | Sem representante     | Atlético Itapemirim    | 63º     |
| 2018 | Sem representante      | Sem representante     | Sem representante       | Sem representante | Sem representante      | Sem representante     | Espírito Santo         | 66º     |
| 2019 | Sem representante      | Sem representante     | Sem representante       | Sem representante | Sem representante      | Sem representante     | Serra                  | 62º     |
| 2019 | Sem representante      | Sem representante     | Sem representante       | Sem representante | Sem representante      | Sem representante     | Vitória-ES             | 13º     |
| 2020 | Sem representante      | Sem representante     | Sem representante       | Sem representante | Sem representante      | Sem representante     | Real Noroeste          | 32º     |
| 2020 | Sem representante      | Sem representante     | Sem representante       | Sem representante | Sem representante      | Sem representante     | Vitória-ES             | 43º     |
| 2021 | Sem representante      | Sem representante     | Sem representante       | Sem representante | Sem representante      | Sem representante     | Rio Branco-ES          |         |
| 2021 | Sem representante      | Sem representante     | Sem representante       | Sem representante | Sem representante      | Sem representante     | Rio Branco VN          |         |

Notas:
- a. ^  No Brasileiro de 1983, o Rio Branco-ES terminou em último lugar do grupo F, posição que lhe rebaixava para a Série B do mesmo ano. Dessa forma, o clube disputou ambas as divisões naquele ano.[carece de fontes?]
- b. ^  Refere-se ao Módulo Azul da Copa João Havelange.[carece de fontes?]
- c. ^  Refere-se ao Módulo Amarelo da Copa João Havelange.[carece de fontes?]
- d. ^  Refere-se ao Módulos Verde e Branco da Copa João Havelange. No caso, os times da Região Sudeste disputaram o Módulo Branco. O Rio Branco-ES desistiu de participar antes do início da competição.[carece de fontes?]

## Campeonato Brasileiro Feminino
Até 2017 não houve representantes nas duas divisões do Campeonato Brasileiro de Futebol Feminino, competição organizada pela CBF desde 2013.[carece de fontes?] O Vila Nova-ES participou pela primeira vez da Série A2 em 2018, segunda divisão nacional criada em 2017.
* O clube de melhor campanha na história em cada divisão está em negrito 
| Ano  | Série A           | Série A           | Série A2     | Série A2 |
| Ano  | Equipe            | Pos.              | Equipe       | Pos.     |
| ---- | ----------------- | ----------------- | ------------ | -------- |
| 2018 | Sem representante | Sem representante | Vila Nova-ES | 10º      |
| 2019 | Sem representante | Sem representante | Vila Nova-ES | 28º      |
| 2020 | Sem representante | Sem representante | Vila Nova-ES | 31º      |
| 2021 | Sem representante | Sem representante | Vila Nova-ES |          |

## Copa do Brasil
Abaixo, todas as participações de clubes capixabas na Copa do Brasil de Futebol, disputada desde 1989.
A melhor campanha capixaba é do extinto Linhares EC que alcançou a semifinal em 1994. Atualmente, o estado possui duas vaga na competição, para o campeão e vice do Campeonato Capixaba de Futebol.
* O clube de melhor campanha na história está em negrito 
| Ano  | Equipe                 | Campanha              | Fase             | Adversário       | Casa   | Fora   | Placar Agregado |
| ---- | ---------------------- | --------------------- | ---------------- | ---------------- | ------ | ------ | --------------- |
| 1989 | Ibiraçu                | Primeira Fase - 31º   | Primeira Fase    | Grêmio           | 0–1    | 0–6    | 0–7             |
| 1990 | Desportiva Ferroviária | Primeira Fase - 23º   | Primeira Fase    | Botafogo         | 1–1    | 1–2    | 2–3             |
| 1991 | AA Colatina            | Primeira Fase - 27º   | Primeira Fase    | Santa Cruz       | 2–3    | 0–1    | 2–4             |
| 1992 | Muniz Freire           | Primeira Fase - 32º   | Primeira Fase    | Internacional    | 1–3    | 0–5    | 1–8             |
| 1993 | AA Colatina            | Primeira Fase - 23º   | Primeira Fase    | Cruzeiro         | 1–1    | 0–5    | 1–6             |
| 1994 | Linhares EC            | Semifinal - 3º        | Primeira Fase    | Fluminense       | 1–1    | 2–2    | 3–3 (gf)        |
| 1994 | Linhares EC            | Semifinal - 3º        | Oitavas de Final | São José-AP      | 0–0    | 3–2    | 3–2             |
| 1994 | Linhares EC            | Semifinal - 3º        | Quartas de Final | Comercial-MS     | 1–0    | 1–1    | 2–1             |
| 1994 | Linhares EC            | Semifinal - 3º        | Semifinal        | Ceará            | 0–1    | 0–0    | 0–1             |
| 1995 | Desportiva Ferroviária | Primeira Fase - 27º   | Primeira Fase    | Grêmio           | 0–1    | 1–2    | 1–3             |
| 1996 | Linhares EC            | Primeira Fase - 30º   | Primeira Fase    | Flamengo         | 0–1    | 1–4    | 1–5             |
| 1997 | Desportiva Ferroviária | Fase Preliminar - 32º | Fase Preliminar  | Santos           | 1–1    | 1–5    | 2–6             |
| 1998 | Linhares EC            | Primeira Fase - 20º   | Fase Preliminar  | América de Natal | 0–0    | 1–1    | 1–1             |
| 1998 | Linhares EC            | Primeira Fase - 20º   | Primeira Fase    | Grêmio           | 0–0    | 0–2    | 0–2             |
| 1999 | Rio Branco-ES          | Primeira Fase - 49º   | Primeira Fase    | Portuguesa       | 1–1    | 0–4    | 1–5             |
| 1999 | Linhares EC            | Primeira Fase - 58º   | Primeira Fase    | Atlético Mineiro | 0–3    | —      | 0–3             |
| 2000 | Rio Branco-ES          | Segunda Fase - 43º    | Segunda Fase [e] | Botafogo         | 1–1    | 0–5    | 1–6             |
| 2000 | Serra                  | Segunda Fase - 46º    | Segunda Fase [e] | Santos           | 0–3    | —      | 0–3             |
| 2001 | Cachoeiro              | Primeira Fase - 51º   | Primeira Fase    | Fluminense       | 0–1    | 1–2    | 1–3             |
| 2001 | Desportiva Capixaba    | Primeira Fase - 57º   | Primeira Fase    | Coritiba         | 2–3    | 0–3    | 2–6             |
| 2002 | Alegrense              | Primeira Fase - 40º   | Primeira Fase    | Botafogo         | 2–2    | 0–0    | 2–2 (gf)        |
| 2003 | Rio Branco-ES          | Primeira Fase - 51º   | Primeira Fase    | Cruzeiro         | 2–4    | —      | 2–4             |
| 2003 | Alegrense              | Primeira Fase - 60º   | Primeira Fase    | Criciúma         | 2–3    | 1–5    | 3–8             |
| 2004 | Serra                  | Primeira Fase - 58º   | Primeira Fase    | América Mineiro  | 1–4    | —      | 1–4             |
| 2004 | CTE Colatina           | Primeira Fase - 60º   | Primeira Fase    | Vitória          | 1–2    | 0–4    | 1–6             |
| 2005 | Serra                  | Primeira Fase - 47º   | Primeira Fase    | Brasiliense      | 2–2    | 2–4    | 4–6             |
| 2005 | Estrela do Norte       | Primeira Fase - 63º   | Primeira Fase    | Atlético Mineiro | 3–4    | 0–6    | 3–10            |
| 2006 | Estrela do Norte       | Primeira Fase - 44º   | Primeira Fase    | Guarani          | 1–1    | 0–3    | 1–4             |
| 2006 | Serra                  | Primeira Fase - 50º   | Primeira Fase    | Ipatinga         | 1–3    | —      | 1–3             |
| 2007 | Vilavelhense           | Primeira Fase - 36º   | Primeira Fase    | Treze            | 1–0    | 1–3    | 2–3             |
| 2007 | Vitória-ES             | Primeira Fase - 37º   | Primeira Fase    | Ipatinga         | 1–0    | 1–3    | 2–3             |
| 2008 | Jaguaré                | Primeira Fase - 35º   | Primeira Fase    | River-PI         | 3–2    | 0–2    | 3–4             |
| 2008 | Linhares               | Primeira Fase - 39º   | Primeira Fase    | Juventude        | 0–0    | 0–0    | 0–0 (4–5 pên.)  |
| 2009 | Desportiva Capixaba    | Primeira Fase - 45º   | Primeira Fase    | Fortaleza        | 1–1    | 0–3    | 1–4             |
| 2009 | Serra                  | Primeira Fase - 53º   | Primeira Fase    | CSA              | 1–3    | 2–3    | 3–6             |
| 2010 | Vitória-ES             | Primeira Fase - 54º   | Primeira Fase    | Bahia            | 0–2    | —      | 0–2             |
| 2010 | São Mateus             | Primeira Fase - 58º   | Primeira Fase    | Remo             | 1–2    | 1–4    | 2–6             |
| 2011 | Vitória-ES             | Primeira Fase - 54º   | Primeira Fase    | Goiás            | 1–4    | —      | 0–2             |
| 2011 | Rio Branco-ES          | Primeira Fase - 60º   | Primeira Fase    | Ipatinga         | 0–1    | 0–3    | 0–4             |
| 2012 | São Mateus             | Primeira Fase - 36º   | Primeira Fase    | Chapecoense      | 2–1    | 1–3    | 3–4             |
| 2012 | Real Noroeste          | Primeira Fase - 54º   | Primeira Fase    | Ipatinga         | 0–2    | —      | 0–2             |
| 2013 | Desportiva Ferroviária | Primeira Fase - 47º   | Fase Preliminar  | Atlético Acreano | 5–4    | 1–1    | 6–5             |
| 2013 | Desportiva Ferroviária | Primeira Fase - 47º   | Primeira Fase    | Figueirense      | 1–4    | —      | 1–4             |
| 2013 | Aracruz                | Primeira Fase - 61º   | Primeira Fase    | Joinville        | 1–1    | 0–1    | 1–2             |
| 2014 | Desportiva Ferroviária | Primeira Fase - 52º   | Primeira Fase    | ABC              | 1–0    | 1–4    | 2–4             |
| 2014 | Real Noroeste          | Fase Preliminar - 87º | Fase Preliminar  | Rio Branco-AC    | 1–1    | 0–1    | 1–2             |
| 2015 | Estrela do Norte       | Primeira Fase - 52º   | Primeira Fase    | Sampaio Corrêa   | 3–2    | 1–4    | 4–6             |
| 2015 | Real Noroeste          | Primeira Fase - 47º   | Fase Preliminar  | Atlético Acreano | 3–2    | 1–0    | 4–2             |
| 2015 | Real Noroeste          | Primeira Fase - 47º   | Primeira Fase    | Criciúma         | 1–4    | —      | 1–4             |
| 2016 | Rio Branco-ES          | Primeira Fase - 68º   | Primeira Fase    | Santa Cruz       | 0–1    | 0–0    | 0–1             |
| 2017 | Desportiva Ferroviária | Primeira Fase - 59º   | Primeira Fase    | Avaí             | 1–2[f] | —      | —               |
| 2018 | Atlético Itapemirim    | Primeira Fase - 84º   | Primeira Fase    | Remo             | 0–2[f] | —      | —               |
| 2019 | Serra                  | Segunda Fase - 44º    | Primeira Fase    | Remo             | 1–0[f] | —      | —               |
| 2019 | Serra                  | Segunda Fase - 44º    | Segunda Fase     | Vasco da Gama    | 0–2[g] | —      | —               |
| 2020 | Vitória-ES             | Segunda Fase - 40º    | Primeira Fase    | CSA              | 2–1[f] | —      | —               |
| 2020 | Vitória-ES             | Segunda Fase - 40º    | Segunda Fase     | Figueirense      | 0–1[g] | —      | —               |
| 2021 | Rio Branco VN          | Primeira Fase - 53º   | Primeira Fase    | ABC              | 1–1[f] | —      | —               |
| 2021 | Rio Branco-ES          | Segunda Fase -        | Primeira Fase    | Sampaio Corrêa   | 2–1[f] | —      | —               |
| 2021 | Rio Branco-ES          | Segunda Fase -        | Segunda Fase     | Vitória          | —      | 0–2[g] | —               |

Notas:
- e. ^  O Rio Branco-ES e o Serra entraram na disputa da competição diretamente na Segunda Fase.
- f. ^  Primeira Fase disputada em jogo único. Time visitante tem a vantagem de jogar pelo empate.
- g. ^  Segunda Fase disputada em jogo único. Em caso de empate, o classificado é definido na disputa por pênaltis.

## Copa do Brasil Feminina
Abaixo, todas as participações de clubes capixabas na Copa do Brasil de Futebol Feminino. A competição foi disputada entre 2007 e 2016.[carece de fontes?]
A melhor campanha capixaba foi do Vila Nova-ES que alcançou a oitavas de final em 2016.
* O clube de melhor campanha na história está em negrito 
| Ano  | Equipe              | Campanha         | Fase             | Adversário                       | Casa | Fora | Placar Agregado |
| ---- | ------------------- | ---------------- | ---------------- | -------------------------------- | ---- | ---- | --------------- |
| 2007 | Desportiva Capixaba | Primeira Fase    | Primeira Fase    | Nacional de Uberaba              | 2–1  | 0–4  | 2–5             |
| 2008 | Desportiva Capixaba | Primeira Fase    | Primeira Fase    | Santos                           | 0–5  | —    | 0–5             |
| 2009 | Desportiva Capixaba | Primeira Fase    | Primeira Fase    | Predefinição:Futebol CEPE-Caxias | 1–5  | —    | 1–5             |
| 2010 | Vila Nova-ES        | Primeira Fase    | Primeira Fase    | Duque de Caxias                  | 0–10 | —    | 0–10            |
| 2011 | Colatina            | Primeira Fase    | Primeira Fase    | Vasco da Gama                    | 1–6  | —    | 1–6             |
| 2012 | Comercial           | Primeira Fase    | Primeira Fase    | São José-SP                      | 0–4  | —    | 0–4             |
| 2013 | Comercial           | Primeira Fase    | Primeira Fase    | Foz Cataratas                    | 0–1  | 0–0  | 0–1             |
| 2014 | Comercial           | Primeira Fase    | Primeira Fase    | Vasco da Gama                    | 1–5  | —    | 1–5             |
| 2015 | Comercial           | Primeira Fase    | Primeira Fase    | Kindermann                       | 0–3  | —    | 0–3             |
| 2016 | Vila Nova-ES        | Oitavas de Final | Primeira Fase    | Ipatinga                         | 4–0  | 1–1  | 5–1             |
| 2016 | Vila Nova-ES        | Oitavas de Final | Oitavas de Final | Flamengo                         | 0–6  | —    | 0–6             |

## Copa Verde
Abaixo, todas as participações de clubes capixabas na Copa Verde de Futebol. A competição é um torneio regional organizado pela CBF disputada entre equipes da Região Norte, da Região Centro-Oeste e do Espírito Santo.
Na edição de 2018, o Atlético Itapemirim termina com o vice-campeonato, a melhor campanha de um clube capixaba em competições nacionais da história.
Até 2018, o estado possuía uma vaga na competição, apenas para o campeão da Copa Espírito Santo de Futebol. Na edição de 2019, após as desistências de clubes de outras federações, o estado herdou mais uma vaga para aquela edição. Já a partir da edição de 2020, a Federação de Futebol do Estado do Espírito Santo conquistou mais uma vaga devido ao Ranking da CBF.
* O clube de melhor campanha na história está em negrito 
| Ano  | Equipe                 | Campanha               | Fase             | Adversário            | Casa | Fora   | Placar Agregado |
| ---- | ---------------------- | ---------------------- | ---------------- | --------------------- | ---- | ------ | --------------- |
| 2014 | Desportiva Ferroviária | Oitavas de Final - 11º | Oitavas de Final | Cuiabá                | 0–0  | 1–2    | 1–2             |
| 2015 | Estrela do Norte       | Quartas de Final - 8º  | Oitavas de Final | Luziânia              | 1–1  | 1–1    | 2–2 (4–3 pên.)  |
| 2015 | Estrela do Norte       | Quartas de Final - 8º  | Quartas de Final | Cuiabá                | 0–1  | 1–1    | 1–2             |
| 2016 | Espírito Santo         | Oitavas de Final - 10º | Oitavas de Final | Aparecidense          | 0–0  | 0–2    | 0–2             |
| 2017 | Rio Branco-ES          | Quartas de Final - 6º  | Oitavas de Final | Tocantins de Miracema | 2–0  | 5–2    | 7–2             |
| 2017 | Rio Branco-ES          | Quartas de Final - 6º  | Quartas de Final | Luverdense            | 0–5  | 2–2    | 2–7             |
| 2018 | Atlético Itapemirim    | Final - 2º             | Oitavas de Final | Brasiliense           | 2–1  | 3–2    | 5–3             |
| 2018 | Atlético Itapemirim    | Final - 2º             | Quartas de Final | Cuiabá                | 3–1  | 3–2    | 6–3             |
| 2018 | Atlético Itapemirim    | Final - 2º             | Semifinal        | Luverdense            | 1–0  | 1–1    | 2–1             |
| 2018 | Atlético Itapemirim    | Final - 2º             | Final            | Paysandu              | 0–2  | 1–1    | 1–3             |
| 2019 | Real Noroeste          | Primeira Fase - 17º    | Primeira Fase    | Iporá                 | 1–0  | 0–2    | 1–2             |
| 2019 | Vitória-ES             | Primeira Fase - 20º    | Primeira Fase    | Brasiliense           | 0–0  | 0–0    | 0–0 (3–5 pên.)  |
| 2020 | Real Noroeste          | Primeira Fase - 18º    | Primeira Fase    | Palmas                | —    | 0–2[h] | —               |
| 2020 | Vitória-ES             | Primeira Fase - 21º    | Primeira Fase    | Brasiliense           | —    | 0–4[h] | —               |

Notas:
- h. ^  Primeira Fase disputada em jogo único. Em caso de empate, o classificado é definido na disputa por pênaltis.

## Copa Centro-Oeste
Abaixo, todas as participações de clubes capixabas na Copa Centro-Oeste. A competição foi um torneio regional organizado pela CBF disputada até 2002, entre equipes da Região Norte, da Região Centro-Oeste e do Espírito Santo.[carece de fontes?]
* O clube de melhor campanha na história está em negrito 
| Ano  | Equipe     | Posição |
| ---- | ---------- | ------- |
| 1999 | São Mateus | 7º      |
| 2000 | São Mateus | 3º      |
| 2001 | Serra      | 4º      |
| 2002 | Serra      | 8º      |